# Láng Dài
Láng Dài is een xã in het district Đất Đỏ, een van de districten in de Vietnamese provincie Bà Rịa-Vũng Tàu. Láng Dài ligt aan de Quốc lộ 55, de nationale weg die Bà Rịa met de stad Bảo Lộc in de provincie Lâm Đồng met elkaar verbindt.